# 641 أغنيس
أغنيس, هو الكويكب رقم 641 الذي تم اكتشافه من قبل عالم الفلك ماكس ولف من مرصد هايدلبرغ وكان ذلك في 8 سبتمبر من عام 1907 في ألمانيا.